# Калмакова
Калмако́ва (рос. Калмакова) — присілок у складі Шатровського району Курганської області, Росія. Входить до складу Самохваловської сільської ради.
Населення — 14 осіб (2010, 44 у 2002).
Національний склад станом на 2002 рік: росіяни — 93 %.